# 斯皮里特莱克
斯皮里特莱克（英語：Spirit Lake）是美国艾奥瓦州迪金森县的城市和县城，位于爱荷华州大湖区东奥科博吉湖西岸。2010年美国人口普查时人口为4840人。